# Stagflation
Stagflation är ett nationalekonomiskt begrepp som beskriver en situation då både inflationen och arbetslösheten är hög. Begreppet har bildats genom en sammanslagning av stagnation och inflation.
Stagflation är när ökad inflation sammanfaller med försvagad tillväxt och ökad arbetslöshet, vilket skedde för första gången i världsekonomin under 1970-talet. Bakgrunden är att mängden dollar ökade då USA bedrev en expansiv politik som hade stor effekt på efterfrågan och med ökad egen skuldsättning. Kostnaderna för Vietnamkriget under 1970-talets första hälft sammanföll med ökade energipriser i ett läge då USA passerade sin topp i energiproduktionen och blev mera beroende av importen. Samtidigt mötte den amerikanska industrin allt hårdare konkurrens från Västeuropa och (framför allt) Japan. USA kunde dock finansiera sina underskott på ett enklare sätt än andra länder då den amerikanska dollarn hade kvar sin karaktär av internationell hårdvaluta även efter sammanbrottet av Bretton Woods valutasystem (då IMF:s 45 medlemsländers växelkurser knöts till den amerikanska dollarn 1945–71 och USA utlovade ett fast inlösenpris av dollarn i guld, vilket skulle förhindra att 1930-talets djupa ekonomiska kris skulle upprepas då medlemsländerna inte skulle kunna göra devalveringar av sin valuta för att öka sin konkurrenskraft på exportmarknaden). Underskotten finansierades med ett rikligare inflöde av dollar vilket bidrog till stagflationen. Detta fenomen ifrågasatte den keynesianska ortodoxi som utvecklats inom ekonomisk politik under efterkrigstiden, vilket sett expansiv finanspolitik som medel mot arbetslöshet medan inflation uppstod i lägen av överhettad arbetsmarknad. Nu präglades situationen istället av utbredd strukturarbetslöshet i många regioner, där övergången till ny tillväxt tog tid, medan potentiellt starka ekonomier ännu agerade restriktivt samtidigt som den reala kostnaden ökade kraftigt för en nyckelinsats som energi. För att lösa upp situationen krävdes nya grepp inriktade på mera omfattande omvandling.
I en normal konjunkturcykel brukar inflationen öka under högkonjunktur, samtidigt som arbetslösheten är låg, och arbetslösheten öka under lågkonjunktur, då inflationen är låg. Många länder upplevde stagflation i efterdyningarna av oljeprischockerna under 1970-talet, vilket innebar en delvis annan situation än de konjunktursvängningar som förekommit under de föregående decennierna. Se vidare lågkonjunkturen under 1970-talet.
Tillståndet är problematiskt inte bara på grund av att det förenar negativa sidor från hög- och lågkonjunktur, utan är dessutom svårt att åtgärda. Politiska åtgärder som dämpar inflationen medför ofta höjd arbetslöshet och vice versa. Det råder alltså en grundläggande motsättning mellan prisstabilisering och BNP-stabilisering. Det är därför svårt för centralbanken att påverka denna situation med dess primära penningpolitiska vapen, styrräntan.
Stagflation kan uttryckas som höga finansiella tillgångspriser samtidigt med organisk ekonomisk deflation som skapar stagnation.
Stagflation kan orsakas av ekonomiska områden som går i otakt, tillväxt i vissa och nedgång i andra. Ökade krav på kompetens inom till exempel teknik skapar brist på sådana personer och stigande löner för dessa, medan enklare yrken upplever konkurrens från låglöneländer. Om inflationen inte orsakats av högkonjunktur utan av regionala krig och politiska kriser såsom oljekrisen och Ukrainakriget som kan ge brist på vissa viktiga varor såsom energi, dämpas inflationen inte lätt med räntehöjningar då dessa i denna situation förvärrar stagnationen.